# 제53회 미국 작가 조합상
제53회 미국 작가 조합상은 2000년 뛰어난 활동을 보인 영화 작가를 기리기 위해 2001년 3월에 열린 시상식이다. [서부]LA, 비벌리 힐튼 호텔/[동부]뉴욕, 플라자호텔에서 개최되었다.

## 수상 및 후보

### 각본상
- 유 캔 카운트 온 미 - 케네스 로너건 수상

### 각색상
- 트래픽 - 스티븐 개건 수상

### TV 애니메이션상
- 앨런 버넷 수상

### 월계수상
- 벳티 콤든 수상

### 발렌타인 데이비스 상
- 폴 해기스 수상

### 모건 콕스 상
- 조지 커고 수상

### 파울 셀빈 명예상
- 퀼스 - 더그 라이트 수상